# Make Some Noise
Make Some Noise – drugi singel z drugiego sezonu serialu Hannah Montana, a zarazem piąty singel Hannah Montany. Premiera wideo utworu miała miejsce 12 kwietnia 2007.